# Карпов, Александр Фёдорович (городской глава)
Александр Фёдорович Карпов (1842—1902) — тверской городского глава.

## Биография
Родился в 1842 г. в Рязанской губернии. Дворянин. Обучался в Демидовском лицее, по окончании которого в 1864 г. поступил в Тверскую казённую палату старшим помощником контролёра по отделению казначейства. В Тверской губернии занимал должности:
с 17 августа 1866 г. — младший чиновник особых поручений казённой палаты;
с 15 марта 1867 г. — губернский секретарь;
с 1 мая 1867 г. — чиновник по особым поручениям;
в течение 1869—1870 гг. исполнял обязанности начальника ревизионного отдела;
1871—1875 гг. — городской секретарь;
с 15 января 1875 г. — гласный городской думы.
В 1891 г. был избран на должность тверского городского главы на двухлетний срок (с 26 марта 1891 по 10 апреля 1893 гг.). После этого Карпов А. Ф. ещё трижды переизбирался на эту должность, каждый раз на четырехлетний срок — 1893—1897, 1897—1901, 1901—1902 гг.
За время его руководства городом: бюджет Твери вырос с 180 тысяч рублей в 1891 г. до 325 тысяч в 1902 г. В городе возникли:
— вольное пожарное общество;
— первый постоянный мост через . Волгу;
— построен вагонзавод;
— открыты пять новых школ;
— построена первая электростанция;
— в Твери появился трамвай;
— проведены большие работы по благоустройству города (замощены многие улицы, капитально отремонтирована набережная р. Волги, приведены в порядок сады и парки и т. д.).
Звания Карпова А. Ф. (согласно Табели о рангах;
с 1 февраля 1868 г. — коллежский секретарь;
с 1 февраля 1871 г. — титулярный советник;
с 19 апреля 1871 г. — коллежский асессор;
с 19 марта 1880 г. — надворный советник:
За свою деятельность Карпов А. Ф. был награждён орденами св. Станислава 2-й и 3-й степеней, св. Анны 2-й и 3-й степеней, и св. Владимира 4-й степени.
Карпов А. Ф. скончался 21 ноября 1902 г. Похоронен на Смоленском кладбище г. Твери.